# Toni Hochegger
Toni Hochegger (* 10. August 1932 in St. Johann, Steiermark; † 2. Juli 2013 in Kluse, Emsland) war ein österreichischer Pferdeartist. Er wurde mit seiner Darbietung mit einem Bettpferd berühmt.

## Leben
Als Toni Hochegger seine Lehre beendete, entschied er sich 1951 dem Schweizer Zirkus Knie beizutreten, um ins Ausland zu gehen. Zunächst arbeitete er als Tierpfleger. Die Familie Knie entdeckte schon bald sein Talent und bot Toni Hochegger eine Weiterbildung an, so avancierte er schließlich 1957 zum Tierlehrer des Unternehmens. Mit den Tieren der Familie Knie arbeitete er nicht nur im Schweizer Unternehmen, sondern er tourte durch ganz Europa, die Pferde und auch die „Exoten“ (Nilpferd, Zebras, Giraffe, …) des Zirkus Knie vorzuführen. Ganze 18 Jahre blieb er im Unternehmen, ehe er sich selbstständig machte und in Südamerika mit einer eigenen Pferdenummer auftrat.
Viele Jahre arbeitete er für verschiedene Zirkusunternehmen vor allem als Dresseur von Pferden und sogar von Elefanten. Sein Talent für die Dressur aller Arten von Tieren sprach sich herum, so bekam er sogar Dressuraufträge in Australien.

## Das Bettpferd
Als seine Frau Bärbel Hochegger (Barbara Mascott) ihm 1974 zum zehnten Hochzeitstag ein eigenes Pferd schenkte, nahm sein Leben eine neue Wendung. Zwei Jahre nahm er sich Zeit, um sein Pferd Jacket auszubilden. Bei ihrer Bettpferd-Nummer setzte sich Jacket auf ein Bett, legte sich hin und deckte sich selbst zu. Mit dieser komischen Darbietung hatten Racket Jacket und Toni viel Erfolg.
Die Vorführung war nicht an eine Zirkusmanege gebunden. Das Paar konnte nicht nur in verschiedenen Zirkusunternehmen auftreten, sondern auch in großen Hallen oder im Freien, oft bei Reit- und Springturnieren als Rahmenprogramm. Das gute Vertrauensverhältnis zwischen Jacket und Toni, erlaubte es den beiden auch auf kleinen Bühnen in Theatern oder in Fernsehstudios zu arbeiten. Toni trat mit Jacket in verschiedenen TV Shows auf, wie zum Beispiel in: Stars in der Manege, clever! – Die Show, die Wissen schafft, ZDF-Fernsehgarten, Der Musikantenstadl mit Karl Moik, Die Verflixte 7 mit Rudi Carrell oder Die Pyramide. Für den Auftritt als „sprechendes Pferd Haferkamp“ in der Sendung Schaufenster Düsseldorf fuhr Jacket ohne zu scheuen in einem Fahrstuhl des Düsseldorfer Fernsehturms.
Einige Jahre traten 'Jacket und Toni bei den Elsper Karl May Festspielen (auch Elspe Festival genannt) auf, ehe 'Jacket auf dem Familienhof in den wohlverdienten Ruhestand ging und den Stab zunächst an das Pferd Pascha weitergab und später an das Pferd Joker. Mit den beiden Nachfolgern von Jacket erlangte Toni weitere Erfolge. Sein Wissen gab er an seine Tochter Rosi Hochegger weiter.
Toni Hochegger starb 2013 nach langer, schwerer Krankheit einen schnellen und friedlichen Tod auf seinem Bauernhof in Kluse/Emsland.